# NGC 4712
NGC 4712 is een spiraalvormig sterrenstelsel in het sterrenbeeld Hoofdhaar. Het hemelobject werd op 28 maart 1832 ontdekt door de Britse astronoom John Herschel.

## Synoniemen
- UGC 7977
- MCG 4-30-21
- ZWG 129.25
- KUG 1247+257A
- IRAS 12471+2544
- PGC 43368